# Vereinigung für Jüdische Studien
Die Vereinigung für Jüdische Studien ist ein Zusammenschluss von Wissenschaftlern und Institutionen, welche auf dem Gebiet der jüdischen Religion, Geschichte und Kultur arbeiten. 

## Zielsetzung
Die 1996 an der Universität Potsdam gegründete Einrichtung vertritt als ein Fachverband die Disziplinen Jüdische Studien und Judaistik an wissenschaftlich arbeitenden Bildungs-, Kultur- und Wissenschaftseinrichtungen im In- und Ausland. Der Verband hat es sich zum Ziel gesetzt, die  Jüdische Studien und Judaistik innerhalb der europäischen Universitäten stärker zu verankern und den beteiligten Forschern ein Forum für die wissenschaftlichen Diskurse zu bieten.
Die von Prof. Manfred Voigts begründete Zeitschrift erschien von 1997 bis 2003 als vereinsinternes Mitteilungsblatt unter dem Titel „VJS-Nachrichten. Informationsblatt der Vereinigung für jüdische Studien e. V.“. Zwischen 2004 und 2009 bauten Nathanael Riemer und Alexander Dubrau das Mitteilungsblatt zur Zeitschrift unter dem neuen Titel „PaRDeS. Zeitschrift der Vereinigung für Jüdische Studien e.V.“ aus. Seit 2010 wird PaRDeS von Rebekka Denz und Grażyna Jurewicz herausgegeben.
Unter dem Titel „Pri ha-Pardes“ (hebr.: Früchte des Obstgartens) gibt Nathanael Riemer eine Monographienreihe der Vereinigung für Jüdische Studien heraus.